# Королівські військово-морські сили Данії
Військово-морські́ си́ли Да́нії (дан. Kongelige Danske Marine) — один з видів збройних сил Данії призначений для ведення воєнних дій на морі. Відповідає головним чином за морську оборону і підтримку суверенітету данських, гренландських і фарерських територіальних вод. Інші завдання включають спостереження, пошук і рятування, забезпечення послуг криголамів, ліквідація наслідків та попередження розливів нафти, а також участь у міжнародних навчаннях та операціях.

## Історія
Військово-морські традиції в Данії, частину території якої становлять великі острови, закладені ще за часів вікінгів.
Данський флот брав активну участь у суперництві країни з сусідньою Швецією, зокрема у численних дансько-шведських війнах, частина яких була складовою більш широких конфліктів (наприклад Північна війна).
Під час Другої війни за Шлезвіг флот Данії забезпечував блокаду німецьких портів. Спроба зняти цю блокаду призвела до останньої ескадреної битви, у якій взяв участь данський військовий флот — битві при Гельголанді (1864) з австрійською та пруською ескадрами. Військові кораблі Данії забезпечували надання артилерійської підтримки наземним військам. Зокрема вперше в Європі в бойових діях був застосований баштовий броненосець Rolf Krake, побудований за замовленням данського уряду у Великій Британії. Зокрема він застосовувався під час битви при Дюбелі.
Після війни Данія вже своїх верфях побудувала ще один подібний броненосець Lindormen (офіційно, як і «Рольф Кракке» класифікувався, як «броньована батарея» (Panserbatteriet), а також більш подібний до американських моніторів Gorm.
Найбільшим данським кораблем став броненосець берегової оборони «Гельґоланд».

### 20 століття
Ще у 1909 році країна започаткувала власний підводний флот.
У першій половині XX століття військово-морський флот Данії (Kongelige Danske Marine) складався з 58 військових кораблів (два броненосні артилерійські кораблі — Peder Skram і Niels Juel, три мінні загороджувачі, дев'ять тральщиків, чотири патрульні судна, шість торпедних катерів, сім підводних човнів, а також один навчальний судно і одне гідрографічне судно). На флоті служило 1500 осіб. Морська авіація включала 13 гідропланів Heinkel HE8 і вісім винищувачів Hawker Nimrod Mk. II.
У період «Холодної війни» Збройні сили Данії і їх союзники в НАТО брали участь в обороні данських проток, щоб не допустити прорив Балтійського флоту СРСР до Атлантики. Через це країна повинна була мати велику кількість військової техніки.
Наприкінці 1980-х були створені унікальні модульні патрульні катери типу «Флювефіскен», які залежно від встановленого озброєння могли бути ракетними, патрульними кораблями або тральщиками. У XXI столітті до складу данського флоту увійшли кораблі типу «Абсалон», які мають вогневу міць фрегата (ПКР «Гарпун», 127-мм гармату) і при цьому є десантними суднами (можуть нести 4 десантні катери і до 7 танків «Леопард-2»).
Через останні бюджетні скорочення усі 3 підводні човни були виведені зі складу ВМС і перетворені на музеї. Реальним бойовим потенціалом фактично володіють лише 5 одиниць: 2 кораблі типу «Абсалон» (L16 і L17) і 3 фрегати типу «Івер Хютфельдт».

## Загальний склад та завдання
Королівський військово-морські сили складаються з військово-морського штабу, командного штабу, трьох військово-морських ескадр, військово-морського центру спостереження, данського військово-морського училища та двох оперативних місць підтримки логістики, що підтримують дві військово-морські бази в Фредеріксхавн і Корсоер.

### Морський штаб
Військово-морський штаб очолює начальник військово-морського штабу і є складовою частиною командування оборони Данії. Штаб-квартира розташована на базі військово-повітряних сил Каруп в центральній частині Ютландії.

### Військово-морські ескадри

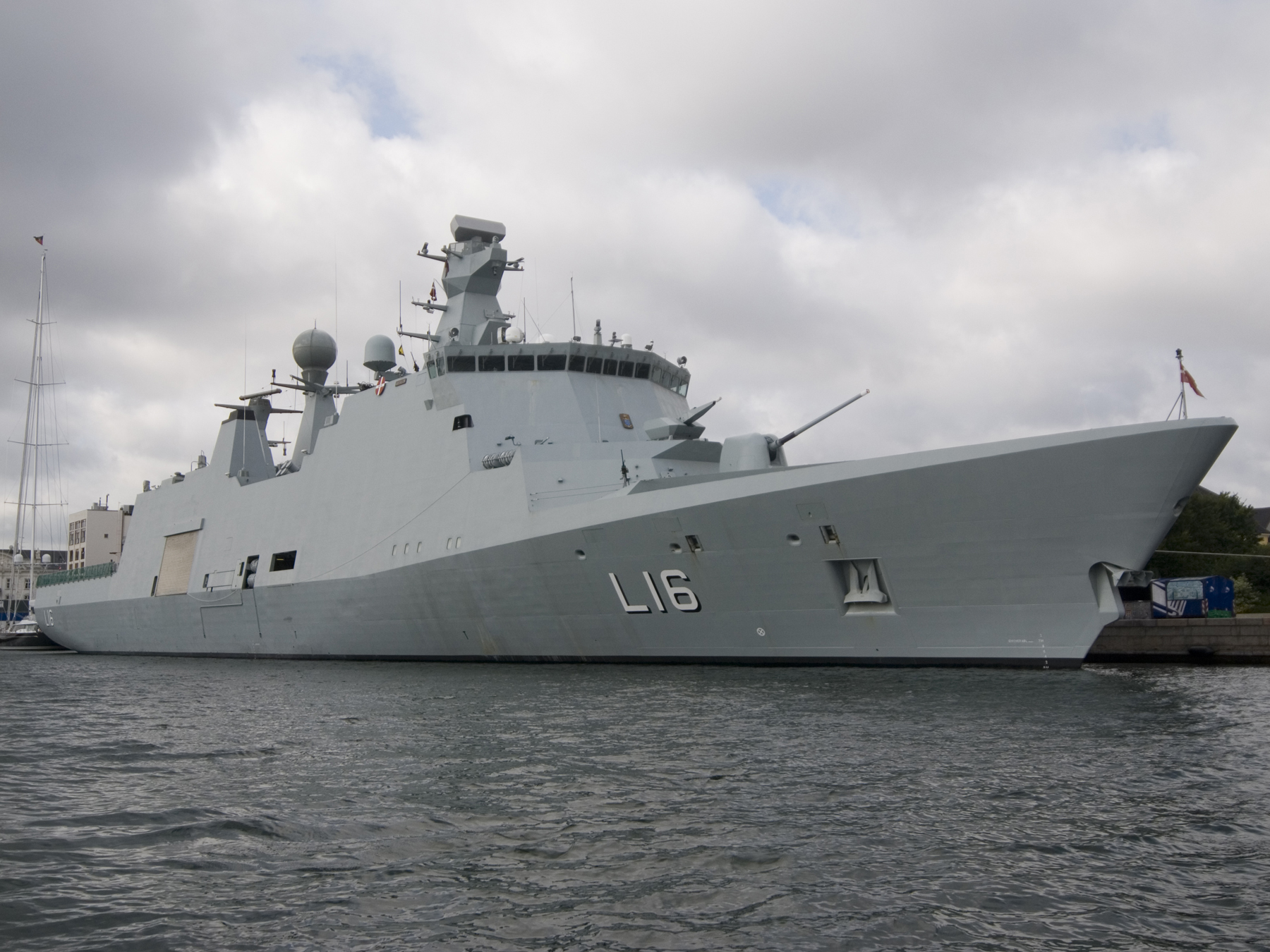
«Абсалон» (L16)

1-а, 2-а і 3-а ескадри містять більшу частину сил і розташовані в морських базах у Фредеріксхавн і Корсоері.
Перша ескадра в основному орієнтована на національні операції і навколо Фарерських островів і Гренландії. Друга ескадра використовується в основному в міжнародних операціях і орієнтована на бойові дії. 3-я ескадра орієнтована в основному національним операціям, морському нагляду та забезпеченню суверенітету та підтримці громадянського суспільства.
Судна і екіпажі, які флот може розгорнути в міжнародних операціях, в основному використовуються з 2-ї ескадри, хоча підрозділи з 1-ї і 3-ї ескадри також можуть бути розгорнуті, як це бувало в минулому.

### Данська морська авіаційна ескадрилья

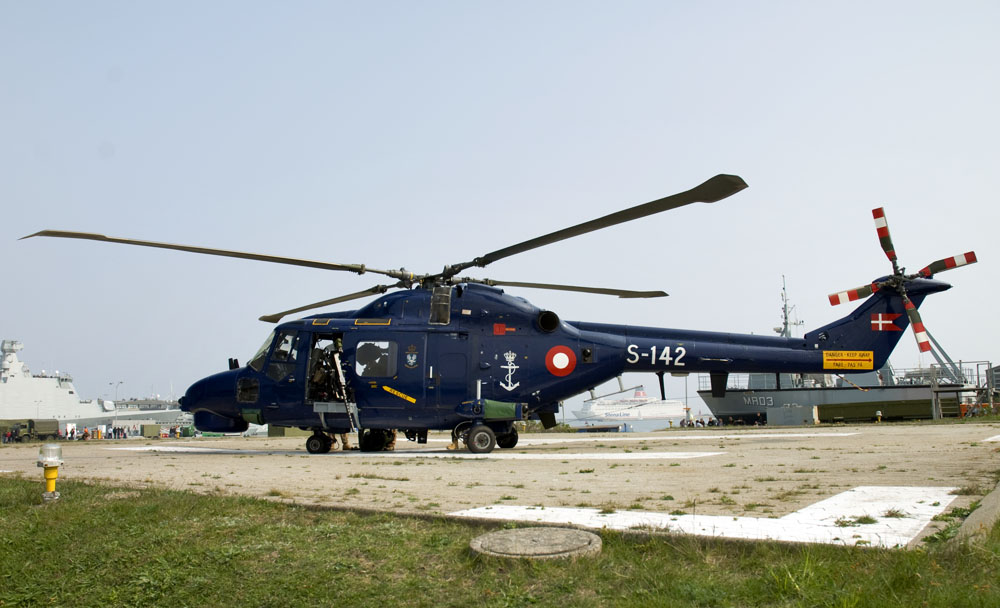
Westland Lynx ВМС Данії

Данська авіаційна ескадрилья (Данська: Søværnets Helikoptertjeneste), була повітряною складовою данського флоту, з 1977 по 31 грудня 2010 року. Оперативно вона безпосередньо була під командуванням Данського Морського Командування, але обслуговування восьми вертольотів Westland Lynx та навчання персоналу здійснювалося у співпраці з військово-повітряними силами. Вертольоти використовувалися в основному для патрулювання риболовства, суднової підтримки і прибережних місій пошуку і порятунку (SAR).
Завдання та гелікоптери тепер були передані ВПС, підрозділ називається тепер Ескадрилья 723 (Squadron 723).

#### Склад ескадрильї
У день розпуску ескадрильї 31 грудня 2010, її склад нараховував:
| Гелікоптер    | Тип                                 | Версія | Кількість | Коментарі |
| ------------- | ----------------------------------- | ------ | --------- | --------- |
| Westland Lynx | транспортно/евакуаційний гелікоптер | Mk.90B | 8         |           |

### Підрозділи спеціального призначення

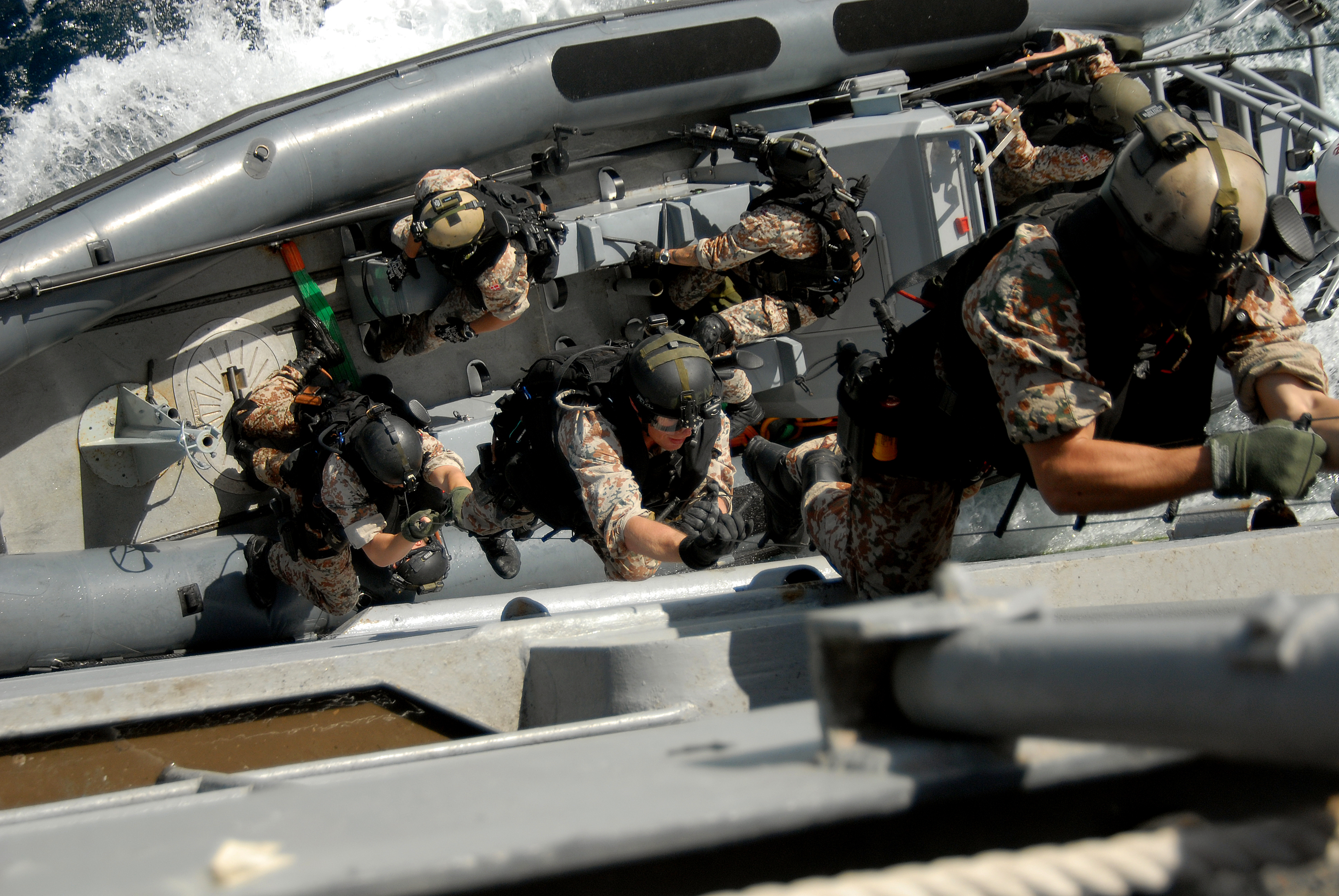
Бійці корпусу на USS Vella Gulf (CG 72) під час тренування

У складі ВМС Данії функціонують два спеціальних підрозділи.

#### Корпус бойових плавців
Корпус бойових плавців (дан. Frømandskorpset) — елітний підрозділ ВМС Данії, в число завдань якого входить спеціальна розвідка, саботаж і знищення берегових споруд противника і кораблів у місцях базування, а також боротьба з тероризмом у співпраці з поліцією..

#### Санний патруль «Сіріус»
Санний патруль «Сіріус» (дан. Slædepatruljen SIRIUS) — елітний підрозділ ВМС Данії, який займається патрулюванням Північної і Північно-Східної частин Гренландії. З 2012 року підпорядковується Арктичному командуванню.

## Склад ВМС
Загалом у ВМС Данії налічується 8 фрегатів, 14 корветів, 6 мінних загороджувачів, 12 мінно-тральних кораблів, 28 катерів, 2 з яких ракетні. Командуванню військово-морських сил підпорядковані 8 вертольотів S-61A, 7 вертольотів «Лінкс» (в найближчі роки будуть замінені на 8 американських SH-60). Також ВМС мають дві мобільні батареї протикорабельних ракет «Гарпун».